# Гойя (премия, 2025)
XXXIX церемония вручения премии «Гойя» (исп. XXXIX edición de los Premios Goya) — прошедшая кинопремия 8 февраля 2025 года организованная Испанской академией кинематографических искусств и наук в Конференц-центр Гранады, Гранада. Ведущими вечера стали актрисы Леонор Уотлинг и Марибель Верду.

## Закулисье
В правилам к данной премии было внесено несколько изменений, касающихся правил приёма заявок, внесённых Советом директоров Академией кинематографических искусств и наук. Одной из нововведений стало ограничение на использование искусственным интеллектом в нескольких категориях, как композиции, созданные одним ИИ не были допущены к участию в категории Премия «Гойя» за лучшую музыку и Премия «Гойя» за лучшую песню. Кроме того, был составлен список претендентов на премию короткометражных фильмов и было наложено ограничение на участие фильмов, которые «были доступны публике в Интернете до их кинотеатрального релиза, как для испанских художественных фильмов, так и для европейских и латиноамериканских».
22 октября 2024 года Академия объявила список из 17 фильмов, которые будут включены в шорт-лист премии в категории Премия «Гойя» за лучший иностранный фильм на испанском языке: Не оставляй меня (Уругвай), Aire: Just Breathe (Доминиканская Республика), Я всё ещё здесь (Бразилия), Chuzalongo (Эквадор), Despierta mamá (Панама), Убейте жокея (Аргентина), El ladrón de perros (Боливия), Вместо неё (Чили), Цветок Бурити (Португалия), La mujer salvaje (Куба), La suprema (Колумбия), Los últimos (Парагвай), Memorias de un cuerpo que arde (Коста-Рика), Niños de las brisas (Венесуэла), Rita (Гватемала), Сухо (Мексика) и Yana-Wara (Перу).

## Победители и номинанты
Список номинантов был объявлен в Альгамбре 18 декабря 2024 года актёрами Альваро Сервантесем и Наталией Де Молиной.
| Лучший фильм | Лучший режиссёр |
| --- | --- |
| - 47 - Агент под прикрытием - Синяя звезда - Дом в огне - Segundo premio | - Исаки Лакуэста и Пол Родригес — Segundo premio - Педро Альмодовар — Комната по соседству - Аранча Эчеваррия — Агент под прикрытием - Паула Ортис — Красная дева - Айтор Арреги Гальдос и Хон Гараньо — Марко |
| Лучшая мужская роль | Лучшая женская роль |
| - Эдуард Фернандес — Красная дева - Альберто Сан Хуан — Дом в огне - Альфредо Кастро — Polvo serán - Урко Оласабаль — Я Невенка - Вито Санс — Наоборот                                                                                                  | - Каролина Юсте — Агент под прикрытием - Эмма Виларасау — Дом в огне - Джулианна Мур — Комната по соседству - Тильда Суинтон — Комната по соседству - Патриция Лопез — Блёстки                                 |
| Лучшая мужская роль второго плана | Лучшая женская роль второго плана |
| - Сальва Реина — 47 - Энрик Окер — Дом в огне - Оскар де ла Фуэнте — La casa - Луис Тосар — Агент под прикрытием - Антонио Де ла Торре — Блёстки | - Клара Сегура — 47 - Макарена Гарсия — Дом в огне - Мария Родригес Сото — Дом в огне - Наусикаа Боннин — Агент под прикрытием - Айкса Вильягран — Красная дева                                                |
| Лучший мужской актёрский дебют | Лучший женский актёрский дебют |
| - Пепе Лоренте — Синяя звезда - Оскар Ласарте — ¿Es el enemigo? La película de Gila - Кути Карабахаль — Синяя звезда - Кристиано — Segundo premio - Даниэль Ибаньес — Segundo premio                                                                    | - Лаура Вайсмар — Salve María - Зои Бонафонте — 47 - Мариэла Карабахал — Синяя звезда - Марина Герола — Блёстки - Лусия Вейга — Я Невенка                                                                      |
| Лучший оригинальный сценарий | Лучший адаптированный сценарий |
| - Эдуард Сола — Дом в огне - Альберто Марини и Марсель Баррена — 47 - Хавьер Масипе — Синяя звезда - Амелия Мора и Аранча Эчеваррия — Агент под прикрытием - Айтор Арреги Гальдос, Хон Гараньо, Хорхе Хиль Мунаррис и Хосе Мария Гоэнага — Красная дева | - Педро Альмодовар — Комната по соседству - Алекс Монтойя и Хоана М. Ортуэта — La casa - Пилар Паломеро — Блёстки - Мар Колл и Валентина Висопор Salve María - Исиар Больяин и Иза Кампо — Я Невенка           |
| Лучший режиссёрский дебют | Лучший документальный фильм |
| - Хавьер Масипе — Синяя звезда - Мигель Фаус — Опасные тайны горничной - Педро Мартин Калеро — Вопль - Сандра Ромеро — Por donde pasa el silencio - Пас Вега — Rita                                                                                     | - La guitarra flamenca de Yerai Cortés - Domingo Domingo - Marisol, llámame Pepa - Mi hermano Ali - No estás sola                                                                                              |
| Лучшая продюсерская работа | Лучший монтаж |
| - 47 - Дом в огне - Агент под прикрытием - Красная дева - Segundo premio | - Segundo premio - 47 - Синяя звезда - Агент под прикрытием - Los pequeños amores |
| Лучшая музыка | Лучшая песня |
| - Комната по соседству - 47 - Последний дракон - Агент под прикрытием - Verano en diciembre | - La guitarra flamenca de Yerai Cortés - Как приручить бизона - 47 - Красная дева - Segundo premio |
| Лучшая операторская работа | Лучшая работа художника |
| - Комната по соседству - 47 - Агент под прикрытием - Segundo premio - Я Невенка | - Красная дева - 47 - Комната по соседству - Segundo premio - Наоборот |
| Лучшие костюмы | Лучший грим |
| - 47 - Диско. Ибица. Локомия - Комната по соседству - Красная дева - Segundo premio | - Марко - 47 - Комната по соседству - Агент под прикрытием - Красная дева |
| Лучший звук | Лучшие спецэффекты |
| - Segundo premio - Синяя звезда - Комната по соседству - Агент под прикрытием - Красная дева | - 47 - Последний дракон - Агент под прикрытием - Красная дева - Красная дева |
| Лучший мультипликационный фильм | Лучший короткометражный мультипликационный фильм |
| - Mariposas negras - Как приручить бизона - Последний дракон - Rock Bottom - Суперсанта | - Cafuné - El cambio de rueda - La mujer ilustrada - Lola, Lolita, Lolaza - Wan |
| Лучший короткометражный документальный фильм | Лучший короткометражный фильм |
| - Semillas de Kivu - Ciao Bambina - Els buits - Las novias del sur - Los 30 no son los nuevos 20 | - La gran obra - Betiko gaua (La noche eterna) - Cuarentena - El trono - Mamántula |
| Лучший иностранный фильм на испанском языке | Лучший европейский фильм |
| - Я всё ещё здесь (Бразилия) - Не оставляй меня (Уругвай) - Убейте жокея (Аргентина) - Вместо неё (Чили) - Memorias de un cuerpo que arde (Коста-Рика)                                                                                                  | - Эмилия Перес (Франция) - Граф Монте-Кристо (Франция) - Поток (Латвия) - Химера (фильм, 2023) (Италия) - Зона интересов (Великобритания)                                                                      |
| Премия «Гойя» за заслуги | Международная Премия «Гойя» |
| Айтана Санчес-Хихон | Ричард Гир |